# Germán Barriga Cosmelli
Germán Alberto Barriga Cosmelli (Santiago, 14 de abril de 1973) es un director de telenovelas chilenas. 

## Biografía
Estudió Comunicación Audiovisual y dirección de televisión en Universidad UNIACC, desde 1991 a 1994.

## Carrera
Barriga obtuvo su primer trabajo relacionado con las teleseries en el Área Dramática de Televisión Nacional de Chile, como asistente de dirección en 1996. Barriga se inició como director de segunda unidad en la teleserie 16 en 2003. Posteriormente comenzó a dirigir exitosas telenovelas como Alguien te mira (2007), El señor de La Querencia (2008) y Los exitosos Pells (Chile) (2009).
En el 2012 emigró a Mega para hacerse cargo del Área Dramática, proyecto que fue cancelado. Así que a fines del mismo año, fue contratado por Canal 13 para hacerse cargo de la dirección general de sus teleseries vespertinas Mamá Mechona y Veinteañero a los 40. 
En 2017 dirigió La Colombiana y Dime quién fue de TVN.
En 2022 dirigió el programa Todo por ti, de Canal 13, conducido por Cecilia Bolocco.

## Televisión
| Año  | Título                   | Cargo                 | Medio               |
| ---- | ------------------------ | --------------------- | ------------------- |
| 1995 | Juegos de fuego          | Asistente de director | Televisión Nacional |
| 1996 | Loca Piel                | Asistente de director | Televisión Nacional |
| 1997 | Tic Tac                  | Asistente de director | Televisión Nacional |
| 1998 | Iorana                   | Asistente de director | Televisión Nacional |
| 1999 | La Fiera                 | Asistente de director | Televisión Nacional |
| 2000 | Romané                   | Asistente de director | Televisión Nacional |
| 2001 | Pampa Ilusión            | Asistente de director | Televisión Nacional |
| 2001 | Amores de mercado        | Asistente de director | Televisión Nacional |
| 2002 | El Circo de las Montini  | Asistente de director | Televisión Nacional |
| 2002 | Purasangre               | Asistente de director | Televisión Nacional |
| 2003 | 16                       | Director de 2° unidad | Televisión Nacional |
| 2004 | 17                       | Director de 2° unidad | Televisión Nacional |
| 2005 | Los Treinta              | Director de 2° unidad | Televisión Nacional |
| 2005 | Versus                   | Director              | Televisión Nacional |
| 2006 | Disparejas               | Director              | Televisión Nacional |
| 2007 | Alguien te mira          | Director              | Televisión Nacional |
| 2008 | El Señor de La Querencia | Director              | Televisión Nacional |
| 2009 | Los Exitosos Pells       | Director              | Televisión Nacional |
| 2010 | Martín Rivas             | Director general      | Televisión Nacional |
| 2011 | Témpano                  | Director general      | Televisión Nacional |
| 2013 | Mamá Mechona             | Director general      | Canal 13            |
| 2015 | Veinteañero a los 40     | Director general      | Canal 13            |
| 2017 | La Colombiana            | Director general      | Televisión Nacional |
| 2018 | Dime quién fue           | Director general      | Televisión Nacional |